# Citrus Park (Arizona)
Citrus Park es un lugar designado por el censo ubicado en el condado de Maricopa en el estado estadounidense de Arizona. En el Censo de 2010 tenía una población de 4028 habitantes y una densidad poblacional de 268,05 personas por km².

## Geografía
Citrus Park se encuentra ubicado en las coordenadas 33°31′54″N 112°26′23″O / 33.53167, -112.43972. Según la Oficina del Censo de los Estados Unidos, Citrus Park tiene una superficie total de 15.03 km², de la cual 15.01 km² corresponden a tierra firme y (0.12%) 0.02 km² es agua.

## Demografía
Según el censo de 2010, había 4.028 personas residiendo en Citrus Park. La densidad de población era de 268,05 hab./km². De los 4.028 habitantes, Citrus Park estaba compuesto por el 87.31% blancos, el 1.71% eran afroamericanos, el 0.77% eran amerindios, el 1.46% eran asiáticos, el 0.1% eran isleños del Pacífico, el 6.85% eran de otras razas y el 1.79% pertenecían a dos o más razas. Del total de la población el 17.92% eran hispanos o latinos de cualquier raza.